# Sergey Mixaylov
Sergey Mixaylov (in uzbeko: Сергей Михайлов; 5 marzo 1976) è un ex pugile uzbeko.

## Palmarès

### Olimpiadi
- 1 medaglia:
  - 1 bronzo (Sydney 2000 nei pesi mediomassimi)

### Giochi asiatici
- 2 medaglie:
  - 2 ori (Bangkok 1998 nei pesi mediomassimi; Busan 2002 nei pesi massimi)